# スズキ・MotoGP

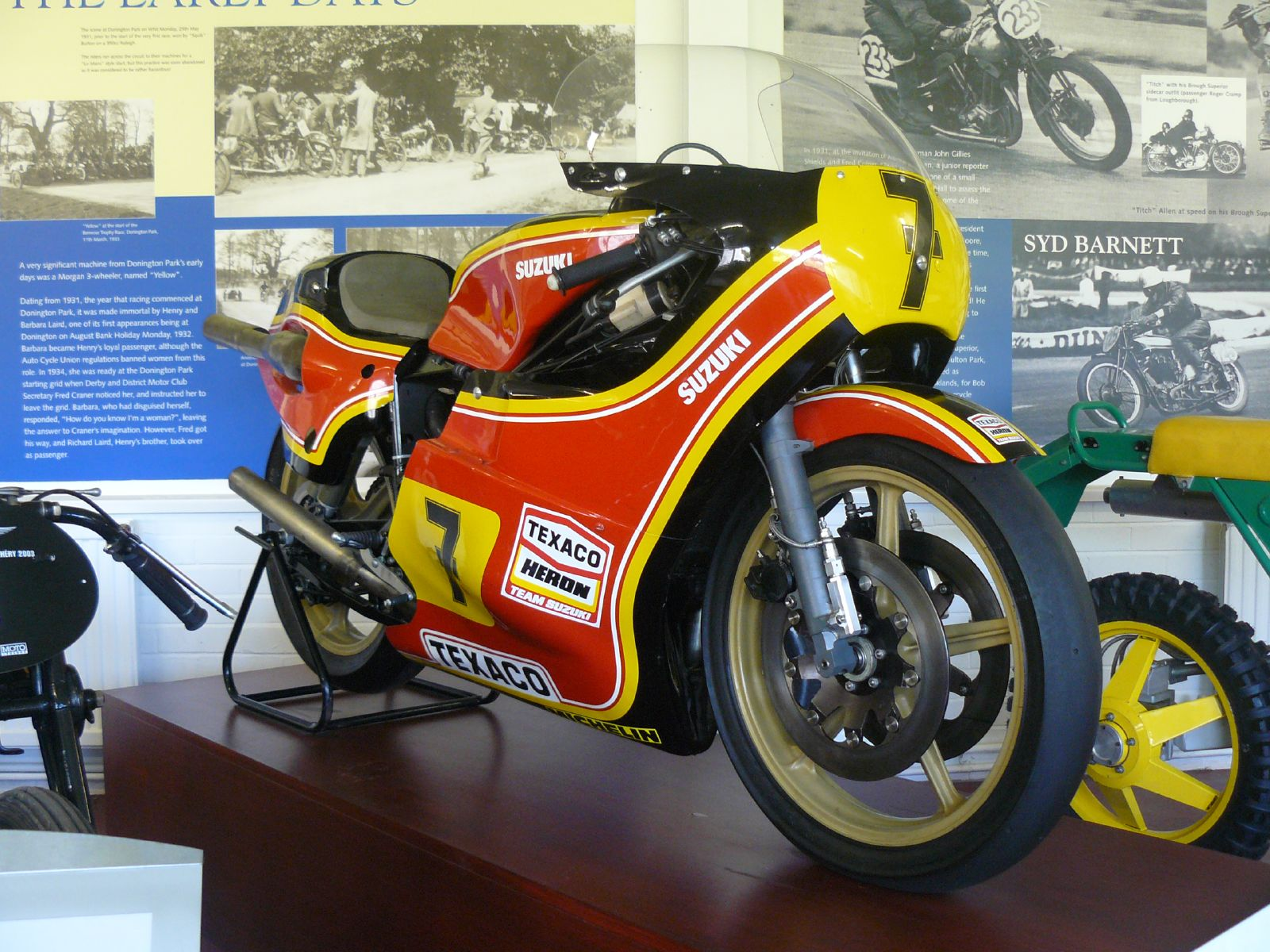
1979年型RGB500 バリー・シーン車

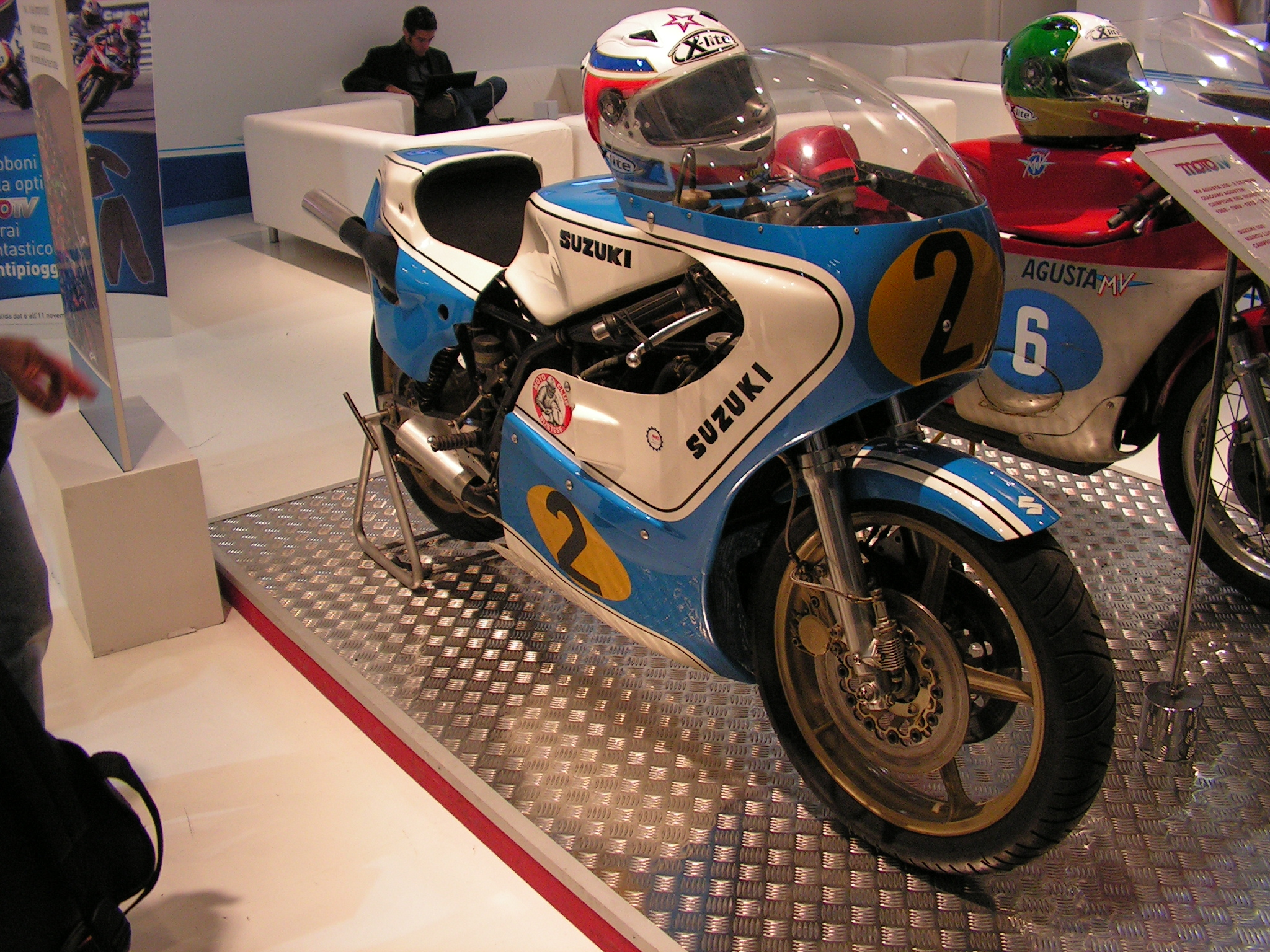
1981年型RGΓ500

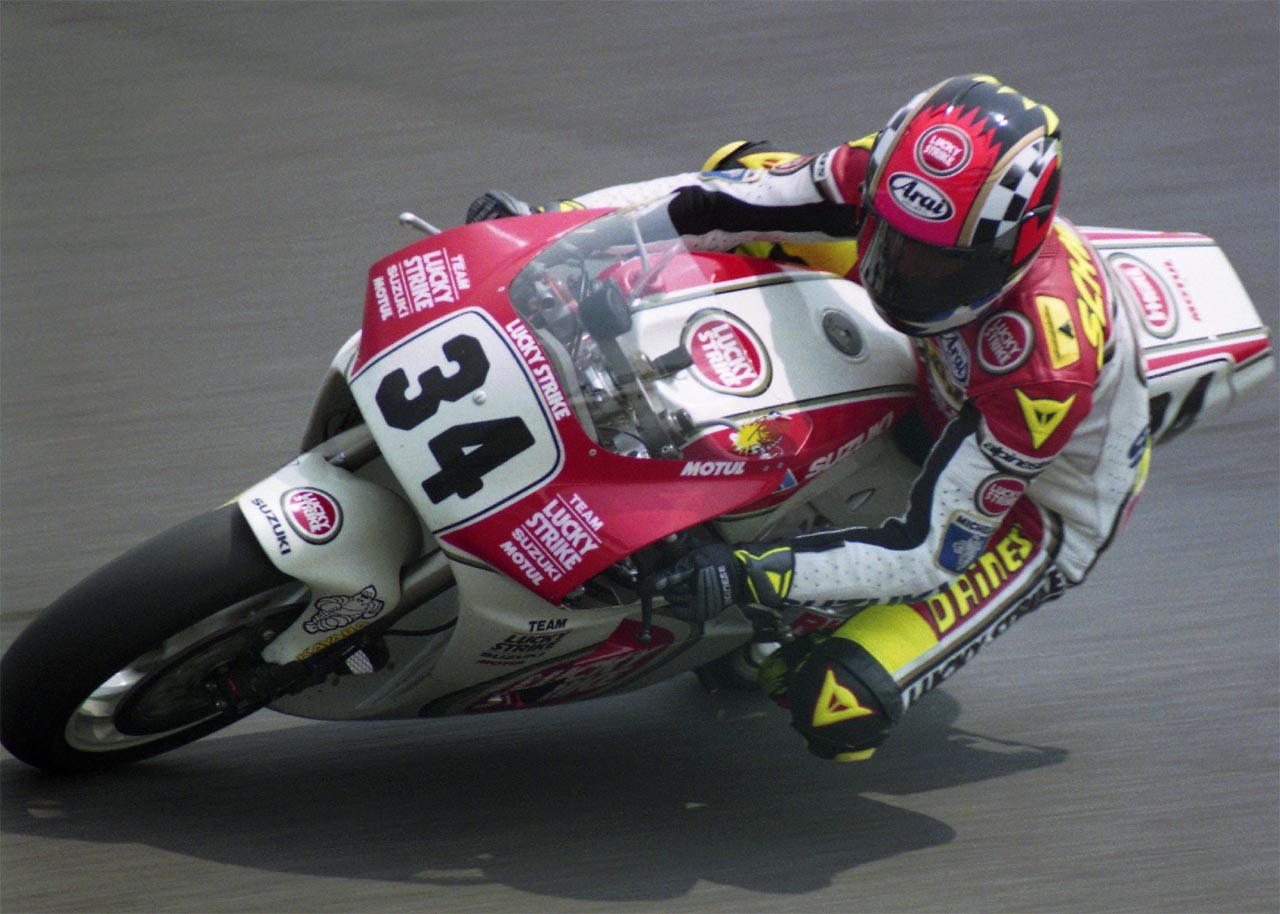
1993年型RGV-Γ500 ケビン・シュワンツ

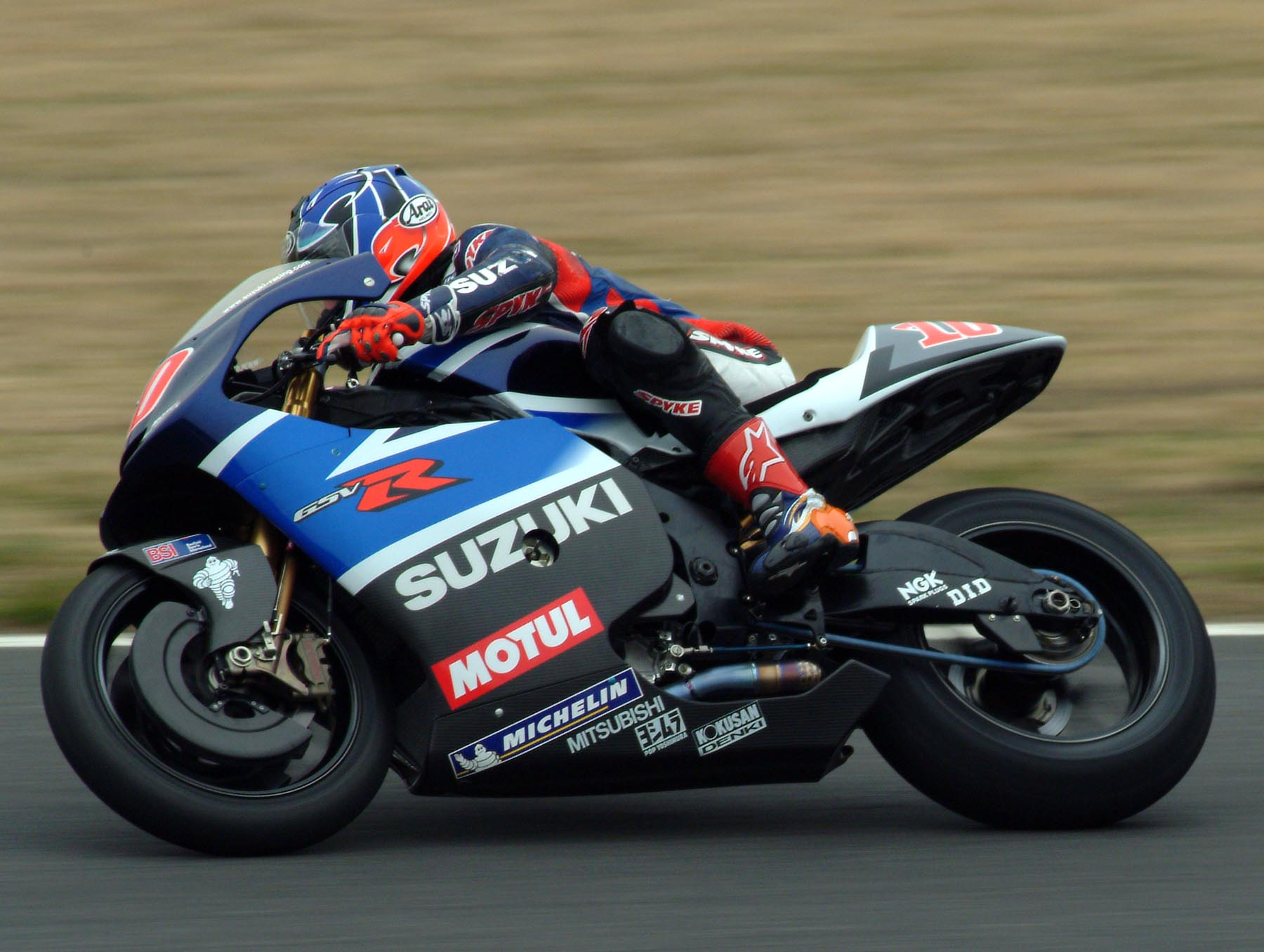
2003年型GSV-R ケニー・ロバーツ・ジュニア

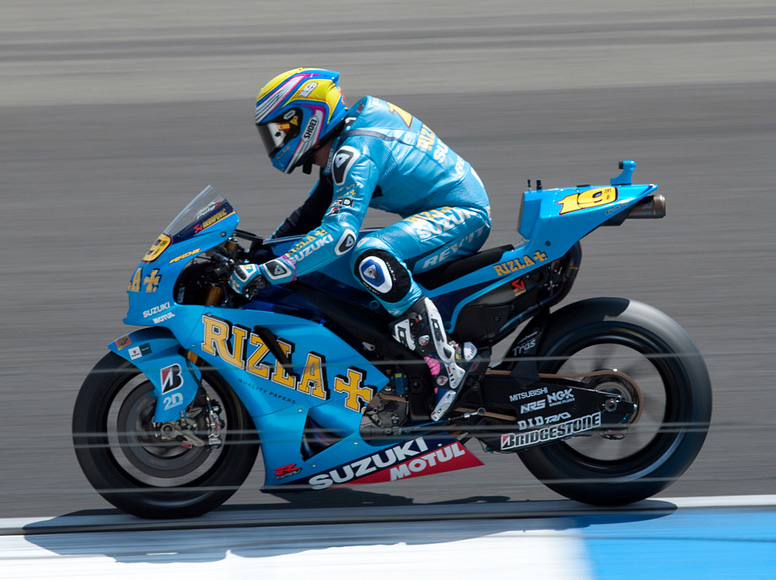
2010年型GSV-R アルバロ・バウティスタ

スズキ・MotoGP ( Suzuki MotoGP ) は、かつてロードレース世界選手権MotoGPクラスに参戦していたスズキのワークス・レーシングチームである。
2022年シーズンまで「チームスズキ エクスター」のチーム名で参戦していた。

## 歴史
スズキは1974年にロードレース世界選手権500ccクラスにバリー・シーンとジャック・フィンドレーをライダーに、RG500を駆ってワークスチームとして参戦を開始する。開幕戦でシーンが2位を獲得したのがその年のベストリザルトとなった。翌1975年、アッセンでシーンがポール・トゥ・ウィンを遂げ、チームに初優勝をもたらした。この年シーンは2勝、シリーズ6位となった。
シーンは翌1976年シーズンに5勝を挙げ、ワールドチャンピオンに輝いた。1977年にも6勝を挙げ、2年連続でタイトルを獲得した。1977年にはシーンのチームメイトのスティーブ・パリッシュはシリーズ5位になった。
1978年にはニューマシンのRGAを投入したが、シーンはヤマハのケニー・ロバーツに破れシーズン2勝・シリーズ2位に終わった。チームメイトのウィル・ハルトグも同じく2勝を挙げ、シリーズ4位に入った。翌1979年もニューマシン・RGBを投入したが、ロバーツの連覇を阻むことは出来なかった。スズキ勢はバージニオ・フェラーリ、シーン、ハルトグがそれぞれシリーズ2位、3位、4位に入った。
1980年にはランディ・マモラが新たにチームに加入した。ロバーツの3連覇を許してしまうが、マモラがシリーズ2位、マルコ・ルッキネリが3位に入った。ルッキネリは翌1981年に、ニューマシンRG-Γ500を駆ってワールドチャンピオンを獲得する。
1982年、ホンダに移籍したルッキネリの代わりにフランコ・ウンチーニが加入する。彼はシーズン5勝を挙げワールドチャンピオンに輝く。ウンチーニは翌1983年のアッセンTTで重傷を負ってしまい、タイトル防衛に失敗する。この年をもって、スズキはワークス活動を一時休止する。
3年の休止期間を経て、1987年にスズキは限定的なワークスサポートを再開。マシンは完全新設計のV型4気筒エンジンを搭載したRGV-Γ500となった。スポット参戦の伊藤巧が雨の日本GPで3位表彰台を獲得、ケビン・シュワンツがスペインGPで4位に入賞するなどの成績を収め、翌1988年には完全なワークスチームとして復活。シュワンツはシーズン2勝を挙げシリーズ8位、チームメイトのロブ・マッケルニアはシリーズ10位に入った。
1989年にはシュワンツはシーズン6勝を挙げるもシリーズ4位、1990年は5勝を挙げシリーズ2位、チームメイトのニール・マッケンジーはシリーズ4位に入った。1991年にもシュワンツは5勝を挙げシリーズ3位を獲得。1992年にはダグ・チャンドラーがチームメイトになり、シュワンツが1勝でシリーズ4位、チャンドラーが5位に入った。
1993年、シュワンツはシーズン4勝を挙げ、遂に念願のワールドチャンピオンを獲得する。新たにチームメイトになったアレックス・バロスも1勝を挙げ、シリーズ6位に入った。
1994年にはシュワンツは2勝を挙げシリーズ4位、バロスはシリーズ8位に入った。翌1995年シーズンの序盤で、シュワンツはレーサーを引退する。もう一人のライダーダリル・ビーティーがシーズン2勝を挙げ、シリーズ2位に入る活躍を見せた。シュワンツの後継としてスコット・ラッセルがチームに加入した。
1996年シーズン、ラッセルはシリーズ6位に入ったが、ビーティーは開幕前の重傷が影響してシリーズ18位に終わった。
1997年にはアンソニー・ゴバートがビーティーのチームメイトになる。ビーティーはシリーズ11位、ゴバートは15位に終わった。ビーティーが一度5位に入ったのがチームの最高位だった。
1998年は、青木宣篤と藤原克昭という日本人ペアでシーズンを戦うはずであったが、藤原は開幕前のテストで重傷を負ってしまい、宣篤の1台体制となった。宣篤はシリーズ9位、最高位は4位だった。
1999年、宣篤のチームメイトにケニー・ロバーツJr.が加入する。ロバーツJr.は1995年以来4年ぶりとなる勝利をチームにもたらし、シーズン4勝を挙げシリーズ2位を獲得した。宣篤はシリーズ13位に終わった。
翌2000年、ロバーツJr.はシーズン4勝を挙げ、ワールドチャンピオンに輝く。宣篤はシリーズ10位だった。
2001年にはセテ・ジベルナウがロバーツJr.のチームメイトになりRGV-Γ500を駆ることになった。ジベルナウは1勝を挙げシリーズ9位、ロバーツJr.は11位に終わった。
MotoGPクラスが始まった2002年シーズン、ロバーツJr.とジベルナウは新しい4ストロークマシンのGSV-Rで戦うことになった。ロバーツJr.がブラジルGPで獲得した3位表彰台がチームの最高成績となり、ロバーツJr.はシリーズ9位、ジベルナウは16位に終わった。
翌2003年は、ジョン・ホプキンスが新たにロバーツJr.のチームメイトとなる。ホプキンスがスペインGPで7位に入ったのが最高位で、ロバーツJr.はイタリアGPでのクラッシュで3戦を欠場するなどチームは大苦戦し、ホプキンスがシリーズ17位、ロバーツJr.が19位に沈んだ。
2004年はライダーのラインナップに変更はなかったが、タイヤをミシュランからブリヂストンに変更した。ホプキンスがシリーズ16位､ロバーツJr.が18位と苦戦は続いた。
2005年もライダー体制に変更はなかった。ロバーツJr.は雨のイギリスGPで2位表彰台を獲得したがシリーズ13位、ホプキンスは14位に終わった。
2006年はクリス・バーミューレンがホプキンスのチームメイトになった。ホプキンスはシリーズ10位、バーミューレンはオーストラリアGPで2位表彰台を獲得しシリーズ11位に入った。
2007年はライダーのラインナップに変更は無く、新しい800cc仕様のGSV-Rでシーズンを戦うことになった。バーミューレンがチームにMotoGPクラス初優勝をもたらし、シリーズ6位に入った。ホプキンスも安定した走りで4回表彰台を獲得、シリーズ4位に入った。
2008年はロリス・カピロッシがバーミューレンのチームメイトになり、バーミューレンが2度の3位表彰台でシリーズ8位に入り、カピロッシが1度の3位表彰台でシリーズ10位に入った。
2009年、両ライダーとも1度も表彰台に立つことができず、カピロッシはシリーズ9位、バーミューレンは12位に終わった。
2010年シーズンは、バーミューレンに代わり250ccクラスからステップアップしてきたアルバロ・バウティスタがカピロッシのチームメイトを務めた。この年からエンジンの使用数が1シーズン1人あたり6基に制限されたが、信頼性に問題を抱えたチームはシーズン途中に6基を使い切ってしまった。それ以降のレースはペナルティとしてピットレーンからのスタートが義務付けられるはずだったが、救済策としてスズキのみ9台の使用を認めるようにレギュレーション改定がなされた。バウティスタはシリーズ13位、カピロッシは16位に沈んだ。
2011年、チームは活動規模を縮小し、バウティスタのみの1台体制で挑むことになる。だが序盤の欠場と後半のリタイア続きで思うような成績を残せずシリーズ13位にとどまり、また2回スポット参戦したジョン・ホプキンスも揮わなかった。
2011年11月18日、スズキは自社の厳しい経営環境を理由としてMotoGPへの参戦を一時休止することを発表。なお2014年の再参戦を目指すとした。
2014年には2015年シーズンからの再参戦に向けての体制が発表され、チームマネージャーにダビデ・ブリビオ、開発ライダーにランディ・ド・プニエを擁し、2014年中に世界各国のサーキットでテストを行い、2015年より復帰するとしており、9月末に正式にアレイシ・エスパルガロとマーベリック・ビニャーレスをライダーとして起用しての2015年より復帰する事を発表した。それに先立ち2014年11月9日のMotoGP最終戦では、新たに開発したGSX-RRでランディ・ド・プニエがワイルドカードで出場したがリタイアに終わった。
2015年シーズンよりマーベリック・ビニャーレスとアレイシ・エスパルガロとの2台体制で復帰しフル参戦。エスパルガロが第7戦でポールポジションを獲得したが、最高順位は共に6位で、シーズン成績はエスパルガロ11位・ビニャーレス12位だった。
2016年シーズンも同じ体制で参戦し、好調だったビニャーレスが第12戦で2007年のバーミューレン以来となる勝利をもたらし、3位も3回獲得するなどシーズン4位の好成績を挙げた。A.エスパルガロは11位。
2017年シーズンはアンドレア・イアンノーネとアレックス・リンスを起用、最高順位は共に4位で、シーズン成績はイアンノーネ13位・リンス16位、チームランキング6位。
2018年シーズンも同じ体制で参戦し、最高順位は共に3位表彰台（イアンノーネ3回、リンス2回）。シーズン成績はイアンノーネ10位・リンス5位、チームランキング4位。
2019年シーズンより、スズキはMotoGP及びレース部門の専門部署としてスズキ レーシング カンパニー（SRC）を社内カンパニーとして設立。アレックス・リンスをエースに、イアンノーネに代わり新人ジョアン・ミルを起用。リンスが2度の優勝を記録し躍進。ミルは負傷欠場で苦しんだが終盤は最高位5位を記録。
2020年シーズンも同じ体制で参戦。コロナ禍により開幕の延期とシーズンの短縮が行われた。前年度王者のマルケス兄が骨折負傷により不在となり9名の異なる優勝者が出る波乱のシーズンとなったが、エースのリンスに隠れる存在だったミルが堅実な走りで表彰台を重ねてランキング首位に立つとバレンシアサーキットでの第13戦ヨーロッパGPで初優勝を飾り、翌週も同地で行われた第14戦バレンシアGPでタイトルを獲得する。ミルのタイトル獲得はスズキにとって2000年にケニー・ロバーツ・ジュニアが500ccクラスでチャンピオンとなって以来20年ぶり、MotoGPになってからは初タイトル獲得となった。エースのリンスは怪我で出遅れたもののアラゴンGPで優勝しランキング3位、チームタイトルも獲得した。マニュファクチャラーズではわずかの差で3位となった。
2021年シーズンはチームマネージャーを務めていたダビデ・ブリビオがアルピーヌ F1の代表に就任するため、
チームから離脱することを発表。ライダー体制は共に2年契約更新で同じである。課題だったスタートが改善されるが、その反面で転倒が増え、ライダーとチームタイトルの防衛はならなかった。シーズン成績はミル3位・リンス13位、チームランキング3位。
2022年シーズンは不在だったチームマネージャーに元ドゥカティ、ホンダのリビオ・スッポを招聘。ライダー体制は昨年と同じである。またこのシーズンをもって撤退が囁かれており、7月13日にドルナスポーツとの参戦終了の合意に至ったことを発表した。理由として脱炭素化などの技術開発に注力することを挙げている。タイトル争いには絡めなかったが、リンスが第18戦オーストラリア、そして最終戦バレンシアで優勝して有終の美を飾った。スズキは並行参戦していた世界耐久選手権（EWC）からも撤退し、同年12月末にはレース関連のグローバル版公式Webサイト・SNSアカウントも全て閉鎖する（国内版は継続）。